# كانجيكا
كانجيكا هو طبق حلو برازيلي مرتبط بمهرجانات الشتاء، والذي يقام في البرازيل في شهر يونيو (احتفال يونيو)، يتكون الطبق من عصيدة مصنوعة من الذرة مطبوخة مع حليب، لسكر وقرفة حتى تنضج. يضاف أيضًا حليب جوز الهند وكذلك بعض القرنفل والفول السوداني المحمص.